# Pietroasa (Bihor)
Pour les articles homonymes, voir Pietroasa.
Pietroasa est une commune roumaine du județ de Bihor, en Transylvanie, dans la région historique de la Crișana et dans la région de développement Nord-Ouest.

## Géographie
La commune de Pietroasa est située dans le sud-est du județ, à la limite avec le județ de Cluj, dans les Monts Bihor (partie des Monts Apuseni), dans les vallées du Crișul Pietros et de la Crăiasa, tous deux affluents du Crișul Negru, à 22 km au sud-est de Beiuș et à 75 km au sud-est d'Oradea, le chef-lieu du județ.
La municipalité est composée des sept villages suivants, nom hongrois, (population en 2002) :
- Chișcau, Kiskoh (761) ;
- Cociuba Mică, Felsőkocsoba (470) ;
- Giulești, Zsulest (166) ;
- Gurani, Gurány (693) ;
- Măgura, Biharmagura (338) ;
- Moțești, Mocset (116) ;
- Pietroasa, Vasakőfalva (913), siège de la commune.

## Histoire
La première mention écrite du village de Pietroasa date de 1587 sous le nom de Petroz.
La commune, qui appartenait au royaume de Hongrie, en a donc suivi l'histoire.
Après le compromis de 1867 entre Autrichiens et Hongrois de l'empire d'Autriche, la principauté de Transylvanie disparaît et, en 1876, le royaume de Hongrie est partagé en comitats. Pietroasa intègre le comitat de Bihar (Bihar vármegye).
À la fin de la Première Guerre mondiale, l'Empire austro-hongrois disparaît et la commune rejoint la Grande Roumanie au traité de Trianon.
En 1940, à la suite du deuxième arbitrage de Vienne, elle n'est pas annexée par la Hongrie et breste sous la souveraineté roumaine. 

## Politique
| Période                                  | Période  | Identité     | Étiquette | Qualité |
| ---------------------------------------- | -------- | ------------ | --------- | ------- |
| Les données manquantes sont à compléter. |          |              |           |         |
|                                          | 2008     | Saveta Oșvat | PDL       |         |
| 2012                                     | En cours | Cornel Pâlea | PNL       |         |

| Parti | Parti                                                 | Sièges |
| ----- | ----------------------------------------------------- | ------ |
|       | Parti social-démocrate (PSD)                          | 2      |
|       | Parti national libéral (PNL)                          | 4      |
|       | Alliance des libéraux et démocrates (ALDE)            | 3      |
|       | Union démocrate magyare de Roumanie (UDMR)            | 1      |
|       | Union nationale pour le progrès de la Roumanie (UNPR) | 1      |
|       | Parti écologiste roumain (PER)                        | 2      |
|       | Parti Roumanie unie (PUR)                             | 1      |

## Religions
En 2002, la composition religieuse de la commune était la suivante :
- Chrétiens orthodoxes, 91,15 % ;
- Pentecôtistes, 5,20 % ;
- Baptistes, 2,92 % ;
- Adventistes du septième jour, 0,26 %.

## Démographie
En 1910, à l'époque austro-hongroise, la commune comptait 3 749 Roumains (96,00 %), 87 Hongrois (2,23 %), 43 Allemands (1,10 %) et 23 Ukrainiens (0,59 %).
En 1930, on dénombrait 3 945 Roumains (98,28 %), 15 Hongrois (0,37 %), 8 Allemands (0,20 %), 19 Juifs (0,47 %), 7 Roms (0,17 %) et 10 Slovaques (0,25 %).
En 1956, après la Seconde Guerre mondiale, 4 147 Roumains (99,07 %) côtoyaient 8 Hongrois (0,19 %), 3 Allemands (0,07 %) et 27 Tsiganes (0,65 %).
En 2002, la commune comptait 3 267 Roumains (94,47 %), 187 Roms (5,40 %) et 3 Hongrois (0,08 %). On comptait à cette date 1 053 ménages et 1 053 logements.
| 1880  | 1890  | 1900  | 1910  | 1920  | 1930  | 1941  | 1956  | 1966  |
| ----- | ----- | ----- | ----- | ----- | ----- | ----- | ----- | ----- |
| 2 865 | 3 280 | 3 425 | 3 905 | 3 744 | 4 014 | 4 215 | 4 186 | 4 068 |

| 1977  | 1992  | 2002  | 2007  | - | - | - | - | - |
| ----- | ----- | ----- | ----- | - | - | - | - | - |
| 3 914 | 3 772 | 3 458 | 3 311 | - | - | - | - | - |

## Économie
L'économie de la commune repose sur l'élevage, l'exploitation des nombreuses forêts, la pisciculture et le tourisme (randonnées dans les Monts Bihor, grottes naturelles).

## Communications

### Routes
Pietroasa est située sur la route régionale DJ736 qui la relie avec la nationale DN76 qui permet de rejoindre Beiuș et Oradea.

## Lieux et monuments
- Chișcau, grotte de l'Ours (Peștera Urșilor), découverte en 1975, célèbre pour ses concrétions (stalactites et stalagmites) et ses très nombreux fossiles d'Ursus spelaeus, disparus depuis 15 000 ans.
- Chișcau, musée ethnographique Flutur Aurel, consacré à la vie paysanne de la région[7] ;
- Cociuba Mică, église orthodoxe en bois St Georges, datant de 1714, classée monument historique[8] ;
- Nombreuses réserves naturelles géologiques et botaniques.